# Pseudomarthana conspicua
Genre
Espèce
Pseudomarthana conspicua, unique représentant du genre Pseudomarthana, est une espèce d'opilions laniatores de la famille des Epedanidae.

## Distribution
Cette espèce est endémique du Pahang en Malaisie. Elle se rencontre sur l'île Tioman.

## Description
La femelle holotype mesure 4,8 mm et le mâle paratype 3,8 mm.

## Publication originale
- Hillyard, 1985 : « Pseudomarthana, a new genus of opilionids from Malaysia (Phalangodidae). » Bulletin of the British Arachnological Society, vol. 6, no 9, p. 375–379 (texte intégral).